# 友情ある説得
『友情ある説得』（ゆうじょうあるせっとく、Friendly Persuasion）は、1956年制作のアメリカ映画。ジェサミン・ウェストが1945年に発表した小説『Friendly Persuasion』の映画化。1957年のカンヌ国際映画祭でパルム・ドールを受賞した。

## キャスト
※括弧内は日本語吹替（初回放送1969年3月1日 NHK『劇映画』）
- ジェス・バードウェル：ゲイリー・クーパー（北沢彪）
- エリザ・バードウェル：ドロシー・マクガイア（水城蘭子）
- ジョシュ・バードウェル：アンソニー・パーキンス（朝戸正明）
- リトル・ジェス・バードウェル：リチャード・アイアー（清水マリ）
- マティ・バードウェル：フィリス・ラブ（恵比寿まさ子）
- サム・ジョーダン：ロバート・ミドルトン
- クイグリー教授：ウォルター・キャトレット
- 若い兵士：ロバート・フラー

## 備考
- 公開当時、脚本家のマイケル・ウィルソンがハリウッド・ブラックリストに載っていたため、彼の名前はクレジットに入っていなかった。ウィルソンの名前が載るのは1996年になってからである。
- 1975年にジョセフ・サージェント監督でリメイクされているが、日本では公開されていない。